# Julio Ramírez (músico)
Julio Ramírez Eguía (Mexicali, 21 de diciembre de 1987) es un guitarrista y compositor mexicano. Es conocido por ser el guitarrista de la banda de pop mexicana Reik.
En su carrera como solista ha colaborado en las canciones «Que difícil» con Rodrigo Arizpe en 2013, «Qué más da» del dúo estadounidense Ha*Ash en 2014, y en «Se tiene que acabar» con Los Valdés en 2018.

## Primeros años
Julio nació el 21 de diciembre de 1987 en Mexicali, México. A los 12 años se interesó por la música, dos años después formó su primera banda llamada Within. A la edad de 12 años compuso su primer tema «Ahora sin ti».

## Carrera artística

### Reik
Tras la firma del contrato con Sony BMG, el 24 de mayo de 2005 lanzan al mercado su álbum homónimo debut Reik, producido por Abelardo Vázquez y coproducido por Kiko Cibrián. El disco contiene once temas donde predominó el pop y las baladas, para su promoción se lanzó su primer sencillo «Yo quisiera». 
El 12 de diciembre de 2006, se estrenó Secuencia, el segundo material discográfico de la banda, para este nuevo disco se sumergen en el español e inglés, con toques de pop clásico, rock pop y alternativo. Fue grabado a mediados de 2006. El 30 de septiembre de 2008 lanzan al mercado su tercera producción discográfica titulada Un día más del cual se desprende su primer sencillo «Inolvidable», para el segundo sencillo el grupo regresaría a las baladas con la canción «Fui» y una canción estilo ochentera llamada «No desaparecerá». "Peligro" fue el cuarto álbum de estudio, grabado y mezclado en Sonic Ranch (en el estado de Texas, EE. UU.) por Fabrizio Simoncioni y producido por Kiko Cibrián y Ettore Grenci. 
El 17 de junio de 2016 fue publicado su quinto álbum de estudio Des/Amor. Fue lanzado el 17 de junio de 2016 y producido por Ignacio "Kiko" Cibrian a través de Sony Music Latin. La portada de dicho álbum tiene como protagonista a una anónima modelo desnuda, que representa todos los temas dados en el disco: Amor, Pasión, Desamor, Ruptura e Infidelidad.
El 31 de mayo de 2019 fue lanzado el sexto álbum de estudio y el octavo en general de la banda. El álbum se caracteriza por la variedad de ritmos entre la balada, el pop y el reguetón. Asimismo, el álbum marca una reinvención en la banda, ya que el mismo incursiona en el género urbano.

### Composición
Julio ha compuesto diversas canciones de la banda Reik. Adicionalmente ha sido autor y coautor de temas de otros artistas, entre las que se encuentran las pistas «Amor en desamor» en coautoría junto a Fernando Pantini y Ángela Dávalos, además de «Irremediable» compuesta junto a Ettore Grenci y Mónica Vélez, ambas canciones interpretada por la mexicana Yuridia. Formó parte en las canciones «No tiene devolución» y «Qué más da» del dúo estadounidense Ha*Ash, escritas por él, junto al dúo y la cantante Joy Huerta. Escribió junto a Matisse el tema «Eres tú».

## Vida privada
Está comprometido con la modelo Erika Batiz. En enero de 2016 confirmó a través de sus redes sociales que estaba esperando a su primer hijo. En agosto de 2016, nació su hijo Julio André Ramírez.
En julio de 2019, anunciaron junto a su esposa que serán padres por segunda vez.

## Discografía

### Con Reik
Álbumes de estudio
- 2005: Reik[21]
- 2006: Secuencia[22]
- 2008: Un día más[23]
- 2011: Peligro[24]
- 2016: Des/Amor[25]
- 2019: Ahora[26]

Álbumes en vivo
- 2006: Sesión metropolitana[27]
- 2013: Reik, en vivo desde el Auditorio Nacional[28]

### Como solista
Colaboraciones
- 2013: «Que difícil» (con Rodrigo Arizpe).[3]

- 2014: «Qué más da» (con Ha*Ash y Joy Huerta).[4]
- 2018: «Se tiene que acabar» (con Los Valdés).[5]